# Verdacht auf Ursula
Verdacht auf Ursula ist ein deutscher Kriminalfilm aus dem Jahre 1939 von Karl Heinz Martin mit Luli von Hohenberg in der Titelrolle. Viktor Staal übernahm die männliche Hauptrolle. Die Geschichte basiert auf dem Roman „Ursula schwebt vorüber“ (1939) von Walter Harich.

## Handlung
Als der Sägewerksbesitzer Stefan Ramin eines Tages von einer geschäftlichen Besprechung nicht nach Michaelsbrück zurückkehrt, macht sich sein von Stefans Frau Agathe und Pflegetochter Monika informierter Neffe Klaus Sorgen. Stefan wollte, um sein Geschäft auszuweiten, das Gut Lengenfelde für 60.000 RM kaufen und hatte diese Summe per Scheck bereits ausgezahlt. Klaus erfährt, dass Gut Lengenfelde, das in Besitz eines gewissen von Tweel ist, überhaupt nicht zum Verkauf stand und der Empfänger der Summe, ein Gutsinspektor in Tweels Auftrag namens Max Arndt zu diesem Zeitpunkt nicht in der Stadt gewesen war, um das angeblich eingezahlte Geld von der Bank abzuheben. Der ortsansässige Bahnhofsvorsteher erinnert sich immerhin, Stefan Ramin gesehen zu haben. Da die ganze Angelegenheit immer undurchsichtiger zu werden scheint, informiert die besorgte Monika die Polizei über das Verschwinden ihres Pflegevaters.
Als eine elegante Dame, die sich als Ursula von Tweel vorstellt, Monika ihre Aufwartung macht, wundert sie sich, dass besagte Frau von Tweel nach Herrn Ramin fragt. Monika berichtet Klaus davon, und dieser erinnert sich, jene Ursula im Beisein seines Onkels mal gesehen zu haben. Die Polizei findet heraus, dass in der Zwischenzeit der ominöse 60.000-RM-Scheck von einem Betrüger eingelöst wurde. Rasch nimmt man an, dass Klaus, der Nutznießer der mysteriösen Vorgänge und Erbe des Sägewerks, hinter den Machenschaften stehen könnte. Die Dinge werden immer seltsamer, denn bald wird klar, dass Stefan nie die Absicht hatte, das Gut zu kaufen, sondern vielmehr, in Begleitung von Ursula von Tweel, sich eine Villa angesehen hatte, die ihn interessierte. Klaus, der schon vor einiger Zeit ein Auge auf Ursula geworfen hat, beginnt der Geschichte mit ansteigendem Interesse nachzuspüren. Umso erstaunter ist er, als Ursula ihm frank und frei erklärt, dass Stefan Ramin nicht für sich, sondern in ihrem Auftrag besagte Villa käuflich erwerben sollte. Das Geld dafür, die 60.000 RM, würden von ihr stammen. Da es auch reichlich Briefkorrespondenz zwischen Ursula und Stefan gibt, bittet diese Klaus, die Briefe aus Stefans Schreibtisch zu entwenden und ihr zurückzugeben. Dabei wird der Neffe von Monika beobachtet, die daraus schließt, dass Klaus in der ganzen Angelegenheit mit Ursula von Tweel unter einer Decke steckt.
Schließlich wird die Leiche Stefan Ramins im Waldgebiet desjenigen Gutshofes entdeckt, den er angeblich zu kaufen beabsichtigt hatte. Die Polizei unter der Leitung von Kommissar Weigelt beginnt sämtliche Verdächtige im Umfeld von Stefan Ramin einem Verhör zu unterziehen. Dabei stellt sich heraus, dass der Tote bis über beide Ohren verschuldet gewesen war. Als Mörder entpuppt sich schließlich der aalglatte Bankangestellte Kißling, der mit der Kontoverwaltung Stefan Ramins betraut worden war. Dieser hatte den Banker massiv unter Druck gesetzt, die Kontobücher zu fälschen, um die hohe Verschuldung zu kaschieren. Um sich aus dem Griff Ramins zu befreien, hatte Kißling seinen Erpresser erschossen und anschließend den Verdacht auf Ursula von Tweel gelenkt, da er von beider heimlicher Beziehung, die keinesfalls öffentlich werden sollte, wusste. Die Gerechtigkeit nimmt ihren Lauf, und Klaus Ramin kann endlich Stefans Mündel Monika heimführen und sich fortan der Leitung des Sägewerks widmen.

## Produktionsnotizen
Verdacht auf Ursula entstand ab dem 19. Mai 1939, nach knapp zwei Monaten waren die Dreharbeiten beendet. Der Film feierte seine Uraufführung am 26. Oktober 1939 in Frankfurt am Main, die Berliner Premiere fand am 1. November 1939 in zwei Lichtspielhäusern statt.
Herstellungsgruppenleiter Karl Schulz übernahm auch die Produktionsleitung. Julius von Borsody und Herbert Hochreiter gestalteten die Filmbauten. Walter Zeiske übernahm die Aufnahmeleitung. Heinz Richter sorgte für den Ton.
Die Herstellungskosten des Films fielen mit etwa 508.000 Reichsmark äußerst günstig aus, allerdings spielte diese B-Produktion bis Januar 1942 auch nur 788.000 RM ein.
Für die in ihrer Heimat nahezu unbekannte 37-jährige Luli von Hohenberg war dies der einzige deutsche Film; sie reiste kurz nach Ende der Dreharbeiten in Richtung Hollywood ab.

## Kritiken
Die Illustrierte Kronen-Zeitung meinte, Verdacht auf Ursula sei ein Film, „der in geschickter und spannender Manier die Vorgänge um einen Mord filmisch ungemein dramatisch auswertet. Ohne ein Übermaß an Komplikationen und Verwirrungen ist die Angelegenheit doch so verknüpft, daß die Lösung die für einen guten Kriminalfilm unerläßlichen Schwierigkeiten bietet.“
Die Bühne schrieb: „Man ließ sich durch einen gut durchschnittlichen Spielfilm von angenehmem Tempo gern unterhalten und war, wenn man keine besonderen Ansprüche stellen wollte, recht zufrieden. Das kriminalistische Element des Films wurde sowohl durch den Drehbuchautor als auch durch die Spielleiter sauber herausgearbeitet, und man befand sich, besonders im zweiten Teil des Films, in gleichmäßiger Spannung, die bis zum Schluß anhielt.“
Paimann’s Filmlisten resümierte: „Eine trotz ihrer Verworrenheit unschwer zu verfolgende, bis zum Schluß spannende Mordgeschichte. Klar und in steter Steigerung aufbereitet, mit wirksamen, wenn auch sehr ausgedehnten Dialogen. Haupt- und Chargenrollen sind sehr glücklich besetzt, Bochmanns Musikuntermalung unvordringlich. (…) Ein sehr guter Mittelfilm.“
Im Lexikon des Internationalen Films heißt es: „Sentimentale Mischung aus Kriminal-, Gesellschafts- und Liebesfilm.“
In Der deutsche Film 1938–1945 ist zu lesen, Regisseur Martin habe den Film „mit sehr viel Liebe fürs Detail inszeniert“.